# Pascola
Pascola es una villa ubicada en el condado de Pemiscot en el estado estadounidense de Misuri. En el Censo de 2010 tenía una población de 108 habitantes y una densidad poblacional de 260,62 personas por km².

## Geografía
Pascola se encuentra ubicada en las coordenadas 36°16′2″N 89°49′33″O / 36.26722, -89.82583. Según la Oficina del Censo de los Estados Unidos, Pascola tiene una superficie total de 0.41 km², de la cual 0,41 km² corresponden a tierra firme y (0 %) 0 km² es agua.

## Demografía
Según el censo de 2010, había 108 personas residiendo en Pascola. La densidad de población era de 260,62 hab./km². De los 108 habitantes, Pascola estaba compuesto por el 97,22 % blancos, el 0,93 % eran de otras razas y el 1,85 % eran de una mezcla de razas. Del total de la población el 0,93 % eran hispanos o latinos de cualquier raza.